# Pultenaea costata
Pultenaea costata är en ärtväxtart som beskrevs av Herbert Bennett Williamson. Pultenaea costata ingår i släktet Pultenaea och familjen ärtväxter. Inga underarter finns listade i Catalogue of Life.